# Agnes Maria Clifford
Agnes Maria Clifford (* 30. Juni 1739 in Amsterdam; † 3. Dezember 1828 ebenda) war eine niederländische Herstellerin von Puppenhäusern.

## Leben
Agnes Maria Clifford wurde am 30. Juni 1739 in Amsterdam geboren. Sie war die Tochter des Bankiers und Konkursverwalter der öffentlichen Gelder Pieter Clifford (1712–1788) und Johanna Elisabeth Trip (1719–1750). Sie war das älteste von vier Kindern der wohlhabenden Familie und hatte zwei Brüder und eine Schwester. Ihre Eltern stammten beide aus angesehenen Patrizierfamilien, aus denen über Generationen hinweg viele hochrangige Regierungsbeamte hervorgegangen waren. Ihr Vater stammte aus einer ursprünglich englischen Familie und war Besitzer des Bankhauses Clifford & Zoonen. Als Agnes Maria Clifford elf Jahre alt war, starb ihre Mutter. Zwei Jahre später heiratete ihr Vater Constantia Catharina Sautijn (1712–1782), ebenfalls aus einer angesehenen und wohlhabenden Familie. Im Winter lebte die Familie in „de Bocht“ an der Herengracht, Nummer 472. Die Sommer verbrachte sie ab 1753 auf dem Bauernhof Ruysschensteyn an der Amstel und ab 1760 im Hartekamp. Das letztgenannte Landhaus in der Nähe von Heemstede war Eigentum seines Großvaters George Clifford (1685–1760).
Agnes Maria Clifford heiratete am 29. Juni 1762 in Amsterdam Cornelis Backer (1738–1811). Er war zweiter Sekretär der Admiralität von Amsterdam und Regenten des Almoezeniersweeshuis. Aus dieser Ehe gingen drei Söhne: Cornelis (geb. 1763), Pieter (1768) und Jan Willem Jacobus (1775) und zwei Töchter: Johanna Elisabeth (1765–1769) und Johanna Elisabeth (1770), hervor, von denen eine Tochter jung verstarb. Agnes Maria Clifford verzichtete auf eine Amme und stillte ihre Kinder selbst, was sehr ungewöhnlich war. Im Jahr 1774 wurde Agnes Maria Clifford Regentin des „Oude Mannen en Vrouwenhuis“, ein Amt, das sie bis 1792 innehatte.
Nach dem Tod ihres Vaters im Jahr 1788 stellte sich heraus, dass sein Vermögen geringer war als erwartet, da das Bankhaus Clifford fünfzehn Jahre zuvor Konkurs angemeldet hatte. Zudem stellte die Ankunft der Franzosen im Jahr 1795 die oranjegesinnte Familie Backer vor Probleme. Cornelis Backer trat von seinem Amt als Sekretär der Admiralität zurück und sein Sohn Cornelis gab sein Amt als Gerichtsvollzieher von Sloten auf, wodurch beide ohne regelmäßiges Einkommen zurückblieben. 1798 zog die Familie von dem geräumigen Haus am Oudezijds Voorburgwal in ein einfacheres Haus an der Prinsengracht in der Nähe der Amstel.
Agnes Maria Clifford setzte ab 1795 die nötige Sparsamkeit im Haushalt mit der nötigen Härte um. So wurde das Haus kaum beheizt oder beleuchtet. In ’s-Graveland, wo die Familie ihre Sommer auf dem Landgut Schaep en Burgh verbrachte, gründete sie einen Kindergarten, da es aufgrund mangelnder Aufsicht regelmäßig vorkam, dass Kinder in den Kanal fielen und manchmal sogar ertranken. Sie leitete diesen selbst und schrieb vor, was gesungen werden sollte. Die Lieder durften dabei weder zu trivial, noch zu anspruchsvoll sein.

### Puppenhäuser

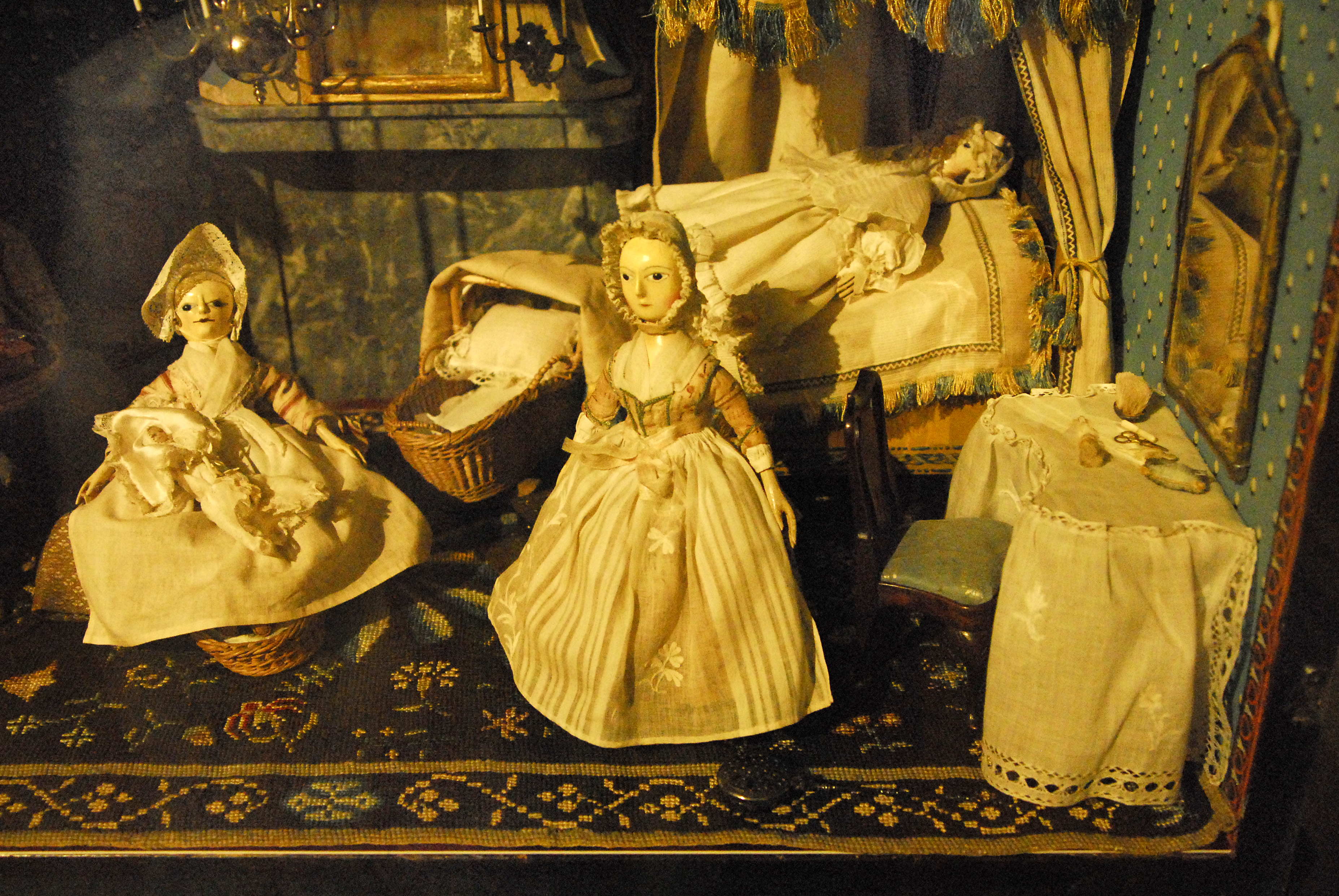
Geburtszimmer im Puppenhaus von Clifford

Von ihrem Vater hatte Agnes Maria Clifford einige Stücke „Puppengeschirr“ geerbt und begann vermutlich um 1800 mit dem Bau ihrer zwei Puppenhäuser, einem größeren mit fünf Räumen und einem kleineren mit drei Räumen. Der Teppich im Geburtsraum des kleinen Kabinetts trägt die Jahreszahl 1805, der im „Comptoir“ des großen Kabinetts 1806. In beide Teppiche fügte sie außerdem ihre Initialen AMC und ihr Alter, 66 bzw. 67 Jahre, ein. Auch bei diesem teuren Hobby richtete sie sich nach ihren Möglichkeiten. Ihre Puppenhäuser sind weniger üppig dekoriert als beispielsweise die von Sara Rothé ein halbes Jahrhundert zuvor. Sein Reichtum liegt vor allem in den Stick- und Näharbeiten, die wahrscheinlich von Agnes Maria Clifford selbst stammen.

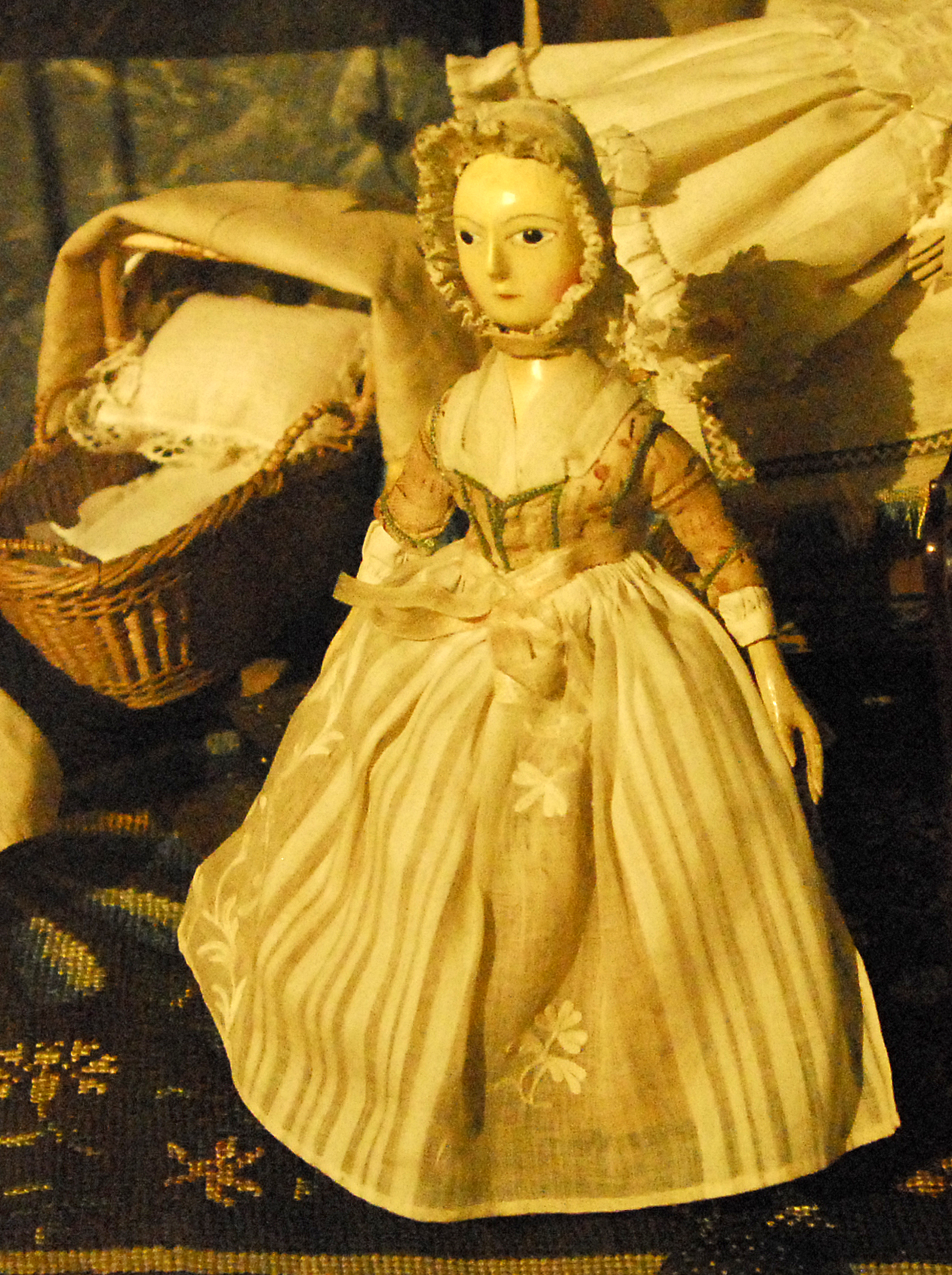
Puppe im Puppenhaus von Clifford

Die Wandverkleidung im Salon des großen Puppenhauses besteht aus hellblauen Seidenbahnen mit weiß gestickten Bordüren und Blumenmotiven. Die Polsterung der Sitze wurde passend dazu gestaltet. Die Stuhlpolster im „Comptoir“ wurden auf den Stoffteppich abgestimmt und die Teppiche in den Entbindungszimmern in beiden Häusern sind mit Wolle bestickt. Die Holzpuppen mit ihrer reich bestickten Kleidung im Stil der Zeit um 1785 sind englisch, ebenso wie die Töpferwaren im Küchenschrank. Die Puppen könnten aus Familienerbstücken stammen, es ist aber auch möglich, dass solche Puppen in den Niederlanden beispielsweise auf Märkten oder Messen erhältlich waren.
Ihr Mann Cornelis Backer starb im Januar 1811, zuvor waren drei ihrer Kinder gestorben, Jan im Jahr 1807, Johanna und Pieter im Jahr 1810. Agnes Maria Clifford blieb mit ihrem ältesten Sohn unverheirateten Sohn Cornelis zurück, der bei ihr lebte. Sie wurde 1824 als „taub und schwachsinnig“ beschrieben, als eine Frau, die ihren Tod „mit christlicher Ergebenheit und ohne Furcht“ erwartete. Doch sie überlebte auch ihren letzten Sohn, der im Oktober 1827 starb. Agnes Maria Clifford starb etwas mehr als ein Jahr später, am 3. Dezember 1828, in dem Haus an der Prinsengracht. Sie wurde 89 Jahre alt. Ihr Vermögen belief sich auf 528.000 Gulden.
Die Puppenhäuser von Agnes Maria Clifford existieren noch immer und sind im Huis Van Gijn in Dordrecht zu sehen, welches auf den Kunstsammler Simon van Gijn zurückgeht. Das große Puppenhaus wurde 1971 von ihren Nachkommen aufgekauft und das kleine befindet sich als Leihgabe dort, es gehört dem Stedelijk Museum von Zutphen. Die Besonderheit des großen Puppenhauses ist, dass es, soweit bekannt, die einzige niederländische Kopie des Bloem-hofje von C. van Lange enthält, ein Büchlein aus dem Jahr 1674, das jahrhundertelang als die kleinste gedruckte Broschüre der Welt galt. Es misst lediglich zwölf mal neun Millimeter. Im Jahr 2008 fertigte die Buchbinderin Tine Krijnen eine Faksimile-Ausgabe dieses Exemplars an.